# Berlin (schip, 1894)

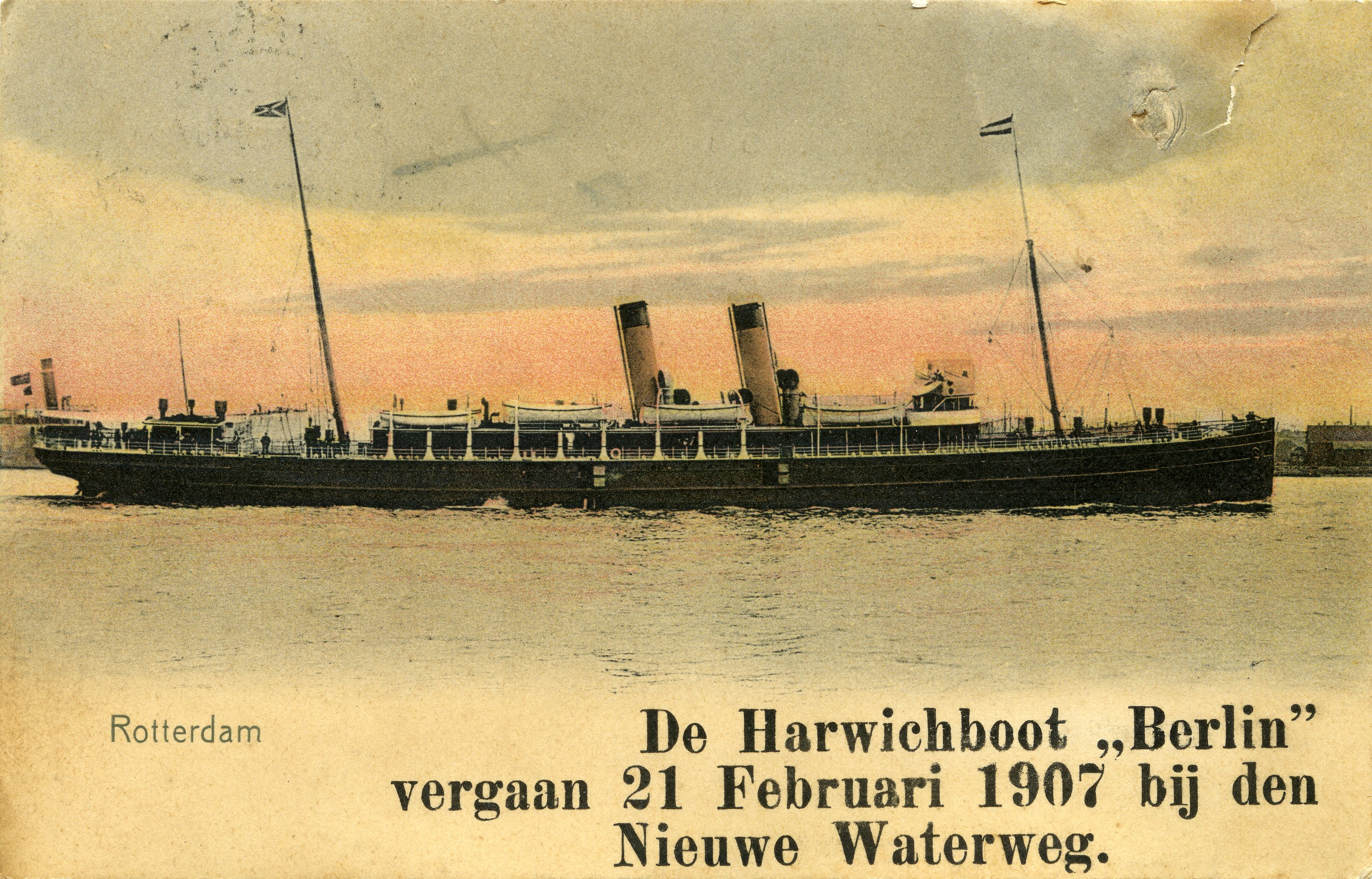
Een foto van de 'SS Berlin' die direct na de ramp als prentbriefkaart werd uitgegeven.

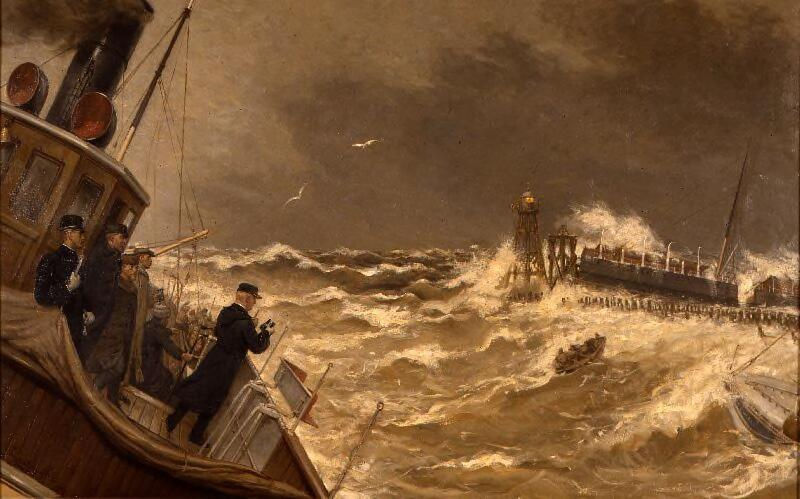
Prins Hendrik bezoekt de rampplek, een schilderij van Gerard van Hove.

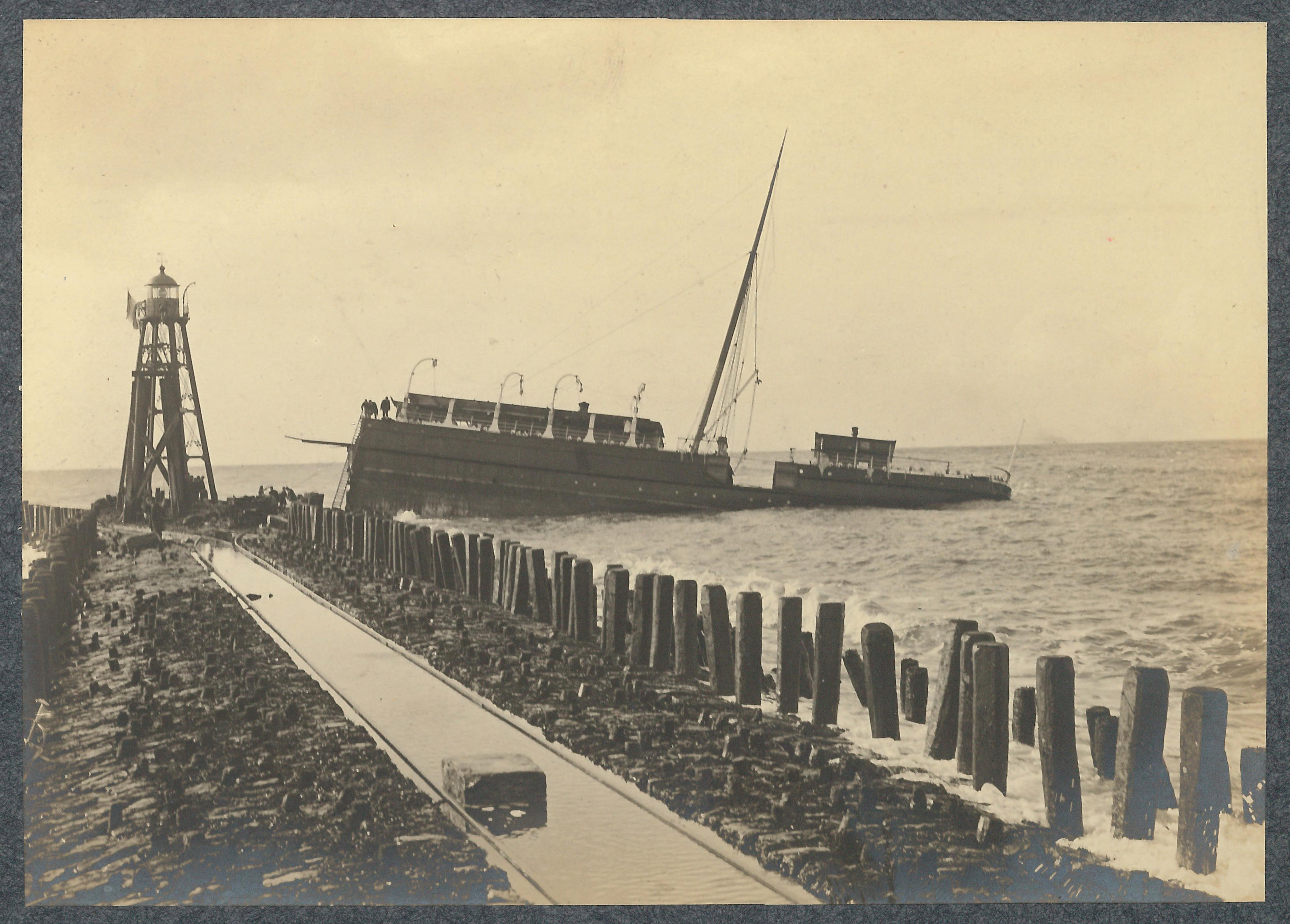
Scheepswrak van de Berlin, 1907

De SS Berlin was een stalen veerboot, die eigendom was van de Great Eastern Railway. Het schip was gebouwd in 1894 in Kingston upon Hull, en mat 1745 registerton. De 'Berlin' was in gebruik als veerboot tussen Harwich en Hoek van Holland. Het schip verging om zes uur in de ochtend van donderdag 21 februari 1907 toen het onderweg naar Nederland bij Hoek van Holland de pier ramde. Hierbij kwamen 128 van de 144 opvarenden om het leven.
De meeste passagiers waren naar de voorsteven gevlucht, die echter het eerst in de golven verdween nadat het schip in tweeën brak. De reddingsboot had slechts ruimte voor tien drenkelingen, maar kon door het weer niet dichtbij komen. Slechts één drenkeling wist zich uit het koude water te redden. 
Prins Hendrik van Mecklenburg-Schwerin bracht een dag later een bezoek aan de onheilsplek en ging een sloep in om de bergers van de overleden drenkelingen op zee en de redders van de vijftien mensen op de achtersteven aan te moedigen. Het redden van die mensen was met zeer veel moeite gelukt. Een belangrijke rol hierin was weggelegd voor Martijn Sperling uit Ouddorp, schipper van het bergingsvaartuig Van der Tak. De journalist Jean-Louis Pisuisse van het Algemeen Handelsblad was een van de eerste Nederlandse journalisten ter plekke.
Het juiste aantal opvarenden op de veerboot was destijds blijkbaar niet onmiddellijk bekend. Berichten in Engelse kranten varieerden van 128 tot 180 opvarenden. Tegenwoordig weten we dat 128 van 144 opvarenden omkwamen, onder wie ongeveer veertig bemanningsleden; bijna allemaal uit Harwich. De ramp met de 'Berlin' was destijds een zeer grote, zo niet de grootste scheepsramp, en was aanleiding om sindsdien alle scheepsongevallen door de overheid te laten onderzoeken. Hiervoor werd de Schepenwet opgesteld. Verder werd de Staatscommissie voor het reddingwezen op de Nederlandsche kust ingesteld, met prins Hendrik als voorzitter.
In het televisieprogramma Andere Tijden van 1 maart 2007 werden filmbeelden over de ramp getoond.
In het boek Historische Taferelen 2 van J.J. Moerman en Leonard Roggeveen staan de verschillende reddingsacties beschreven en worden Martijn Sperling en zijn neven Leen en Kees Sperling hierover geïnterviewd. Hierin beschrijven ze in detail hoe ze met de sleepboot "Wodan" nog drie vrouwelijke opvarenden gered hebben, waarvan de jongste een jaar of 16 was en Mina Ripler heette.

## Bekende slachtoffers
- Hendrik-Jan Spijker, autofabrikant.